# جاي وليامز (لاعب كرة قدم أمريكية)
جاي وليامز (بالإنجليزية: Jay Williams)‏ هو لاعب كرة قدم أمريكية أمريكي، ولد في 13 أكتوبر 1971 في واشنطن العاصمة في الولايات المتحدة.

## وصلات خارجية
- جاي وليامز على موقع مرجع كرة القدم المحترفة.كوم (الإنجليزية)